# Karl Dieter Weiss
Karl Dieter Weiss (* 17. Februar 1955 in Günzburg/Donau) ist ein deutscher Physiker und Hochschullehrer. Er befasst sich mit Quanten-Transportphänomenen in niedrigdimensionalen Systemen.

## Leben und Karriere
Dieter Weiss studierte an der Universität Ulm und der Ludwig-Maximilians-Universität in München Physik und promovierte 1987 an der Technischen Universität München bei Klaus von Klitzing über die Zustandsdichte von Landauniveaus. Als wissenschaftlicher Mitarbeiter am Max-Planck Institut für Festkörperforschung in Stuttgart und nach einem einjährigen Forschungsaufenthalt bei Bell Communication Research in Red Bank, N.J., habilitierte er sich 1993 an der Universität Stuttgart. Seit 1995 ist er Lehrstuhlinhaber am Institut für Experimentelle und Angewandte Physik der Universität Regensburg.
Besonders bekannt sind seine Arbeiten zum elektrischen Transport in lateralen Übergittern, die zur Entdeckung der nach ihm benannten Weiss-Oszillationen (Kommensurabilitätsoszillationen) in zweidimensionalen Elektronensystemen mit aufgeprägtem elektrischem Potential oder periodischem Magnetfeld führten. Seine Arbeiten umfassen u. a. die Untersuchung chaotischer Elektronendynamik in Antidotgittern, den experimentellen Nachweis magnetischer Wirbel in ferromagnetischen Nanostrukturen, das Hofstadter Energiespektrum von Bloch-Elektronen im Magnetfeld, den Nachweis des Spin-Galvanischen Effekts, die elektrische Spininjektion in zweidimensionale Elektronensysteme sowie Kommensurabilitätseffekte in Graphen und topologischen Isolatoren. Seit 1998 ist er örtlicher Tagungsleiter der Regensburger Frühjahrstagung der Deutschen Physikalischen Gesellschaft, derzeit Europas größte Physikertagung. Von 2006 bis 2017 war er Sprecher des Sonderforschungsbereichs 689 der Deutschen Forschungsgemeinschaft.

## Preise und Auszeichnungen
- 1993: Otto Klung Preis
- 2011: Stadtschlüssel der Stadt Regensburg
- 2011: Ehrennadel der Deutschen Physikalischen Gesellschaft[13]
- 2018: Advanced Grant des European Research Councils[14]
- 2019: Outstanding Referee der American Physical Society[15]
- 2020: Edison-Volta-Preis der Europäischen Physikalischen Gesellschaft (EPS)[16]
- 2020: Ehrenmitgliedschaft des Ioffe Instituts in St. Petersburg[17]